# 炉渣混凝土
炉渣混凝土，又称焦渣混凝土（英語：Breeze concrete）,属于干硬型混凝土。
用3份炉渣、一份砂、一份波特兰水泥制成。耐火品质差，但是非常便宜。